# Dan Gorayo
Dan Gorayo (ou: Dhan Gorajo, Dan Goreio, Dangorayo) é uma cidade localizada na região de Nugaal, Puntlândia, um Estado auto-proclamado autônomo que surgiu na Somália em 1998. 
- Latitude: 8° 44' 0" Norte
- Longitude: 49° 20' 0" Leste
- Altitude: 614 metros